# Gésera
Gésera (en aragonés Chesera o Chésera) es una localidad española perteneciente al municipio de Sabiñánigo, en la comarca del Alto Gállego, provincia de Huesca, Aragón.

## Geografía
Se enclava en el valle del río Guarga, zona que es también conocida como la Guarguera.

## Demografía
| Gráfica de evolución demográfica de Gésera entre 1842 y 1960 |
| |
| Población de derecho según los censos de población del INE Población de hecho según los censos de población del INEEntre el censo de 1857 y el anterior, este municipio desaparece porque se integra en el municipio Ordovés y Alavés Entre el censo de 1877 y el anterior, aparece este municipio porque cambia de nombre y desaparece el municipio Ordovés y Alavés Entre el censo de 1970 y el anterior, este municipio desaparece porque se integra en el municipio Sabiñánigo |

### Localidad
Datos demográficos de la localidad de Gésera desde 1900:
| 86                    | 78 | 83 | 85 | 69 | 42 | 38 | 14 | 3 | 3 | 6 | 8 | 8 | 9 |
| (Fuente: IAEST e INE) |    |    |    |    |    |    |    |   |   |   |   |   |   |

- Datos referidos a la población de derecho.

### Antiguo municipio
Datos demográficos del municipio de Gésera desde 1842:
| 105           | -- | -- | 499 | 472 | 464 | 458 | 475 | 457 | 449 | 410 | 295 | 209 | -- |
| (Fuente: INE) |    |    |     |     |     |     |     |     |     |     |     |     |    |

- En el censo de 1842 se denominaba Jésera.
- Entre el censo de 1857 y el anterior, este municipio desaparece porque se integra en el municipio de Ordovés y Alavés.
- Entre el censo de 1877 y el anterior, aparece este municipio porque cambia de nombre y desaparece el municipio de Ordovés y Alavés.
- Entre el censo de 1970 y el anterior, este municipio desaparece porque se integra en el municipio de Sabiñánigo.
- Datos referidos a la población de derecho, excepto en los censos de 1857 y 1860 que se refieren a la población de hecho.